# Georg Dittmann
Georg Dittmann (* 29. September 1871 in Barby; † 10. Juli 1956 in Aschau im Chiemgau) war ein deutscher Klassischer Philologe. Er war langjähriger Mitarbeiter und von 1912 bis 1936 Generalredaktor sowie von 1936 bis 1947 Geschäftsführer des Thesaurus Linguae Latinae.

## Leben
Dittmann studierte von 1889 bis 1894 an den Universitäten Göttingen und Berlin Klassische Philologie. Er wurde während des Studiums Mitglied des Philologisch-Historischen Vereins Göttingen im Naumburger Kartellverband. Schon nach seinem Examen 1894 wurde er von seinem akademischen Lehrer Friedrich Leo als Mitarbeiter für das noch junge Unternehmen Thesaurus Linguae Latinae gewonnen. Nach seiner Promotion in Göttingen im Jahr 1900 zog Dittmann mit der Zusammenlegung des Thesaurus-Büros nach München. 1903 ging er als Wissenschaftlicher Assistent nach Göttingen zurück; 1904 trat er zusätzlich eine Stelle als Oberlehrer an. Als er 1912 zum Generalredaktor des Thesaurus berufen wurde, zog er endgültig nach München. Seit 1923 war er korrespondierendes Mitglied der Göttinger Akademie der Wissenschaften. Die Bayerische Akademie der Wissenschaften ernannte ihn 1924 zum ordentlichen Mitglied ihrer Philosophisch-Historischen Klasse.
Dittmann war in den wirtschaftlich unsicheren Jahren seiner Ägide bemüht, das Thesaurus-Unternehmen zügig voranzutreiben. In den 30er Jahren stellte er zahlreiche junge Philologen ein, darunter Wolf-Hartmut Friedrich, Heinz Haffter (der 1947 Generalredaktor des Projektes wurde) und Otto Skutsch. 1936 trat er die Generalredaktion an Bernhard Rehm ab, war aber bis 1947 noch Geschäftsführer des Thesaurus.

## Schriften (Auswahl)
- De Hygino Arati interprete. Dissertation, Göttingen 1900
- Friedrich Vollmer. In: Jahrbuch der Bayerischen Akademie der Wissenschaften 1923  (Digitalisat).
- Der Thesaurus linguae Latinae. In: Forschungen und Fortschritte, Band 7, 1931, S. 38ff.
- Wölfflin und der Thesaurus linguae Latinae. In: Gustav Meyer (Hrsg.): Eduard Wölfflin. Ausgewählte Schriften. Leipzig 1933, S. 336–345
- August Luchs. In: Sitzungsberichte der Bayerischen Akademie der Wissenschaften: Philosophisch-Historische Klasse. München 1938, S. 29–32